# Reality (album Davida Bowiego)
Reality – 26. studyjny album Davida Bowiego wydany 16 września 2003 w muzyce.

## Lista utworów
1. "New Killer Star" – 4:40
2. "Pablo Picasso" (Jonathan Richman) – 4:06
3. "Never Get Old" – 4:25
4. "The Loneliest Guy" – 4:11
5. "Looking for Water" – 3:28
6. "She'll Drive the Big Car" – 4:35
7. "Days" – 3:19
8. "Fall Dog Bombs the Moon" – 4:04
9. "Try Some, Buy Some" (George Harrison) – 4:24
10. "Reality" – 4:23
11. "Bring Me the Disco King" – 7:45